# Take Me Back to London
Take Me Back to London è un singolo del cantautore britannico Ed Sheeran, pubblicato il 23 agosto 2019 come ottavo estratto dal sesto album in studio di Sheeran No. 6 Collaborations Project.

## Descrizione
Quarta traccia dell'album, il brano ha visto la partecipazione vocale del rapper britannico Stormzy, artista con il quale Sheeran aveva collaborato due anni prima a un remix di Shape of You (presentato dal vivo ai BRIT Awards 2017), ed è caratterizzato da sonorità tipicamente grime.

## Pubblicazione
Il 23 agosto 2019 Sheeran ha presentato due remix del brano, rendendoli disponibili per il download digitale e per lo streaming. Entrambe le versioni figurano anche le partecipazioni vocali dei rapper Jaykae e Aitch.

## Video musicale
In concomitanza con il lancio del singolo, Sheeran ha presentato il video musicale per la versione remix di Sir Spyro attraverso il proprio canale YouTube. Diretto da KC Locke e girato tra Manchester, Birmingham e Londra, il video è costituito da due parti: la prima alterna scene di Sheeran e Stormzy rappare e girare a bordo di un Rolls-Royce Cullinan con altre in cui prendono misure per abiti di lusso, mentre la seconda mostra il cantautore britannico con Jaykae e Aitch circondati da motociclisti intenti a fare burnout interrotte da scene dove i tre si divertono in un tour bus.

## Tracce
1. Take Me Back to London (Remix) (feat. Stormzy, Jaykae & Aitch) – 3:52
2. Take Me Back to London (Sir Spyro Remix) (feat. Stormzy, Jaykae & Aitch) – 3:51

## Formazione
Musicisti
- Ed Sheeran – voce
- Stormzy – voce aggiuntiva
- FRED – batteria, tastiera, chitarra, basso, programmazione, cori, ad libs

Produzione
- FRED – produzione, ingegneria del suono
- Skrillex – produzione
- Kenny Beats – produzione
- Jaycen Joshua – missaggio
- Jacob Richards – assistenza tecnica
- Mike Seaberg – assistenza tecnica
- DJ Riggins – assistenza tecnica
- Michael Ilbert – ingegneria del suono
- Joe Rubel – ingegneria del suono

## Classifiche

### Classifiche settimanali
| Classifica (2019)         | Posizione massima |
| ------------------------- | ----------------- |
| Australia                 | 29                |
| Belgio (Fiandre)          | 77                |
| Canada                    | 59                |
| Danimarca                 | 26                |
| Germania                  | 68                |
| Irlanda                   | 7                 |
| Lettonia                  | 22                |
| Lituania                  | 79                |
| Nuova Zelanda             | 29                |
| Paesi Bassi               | 69                |
| Regno Unito               | 1                 |
| Romania                   | 73                |
| Stati Uniti               | 116               |
| Stati Uniti (r&b/hip-hop) | 52                |
| Svezia                    | 44                |

### Classifiche di fine anno
| Classifica (2019) | Posizione |
| ----------------- | --------- |
| Regno Unito       | 23        |